# 錫靈山
47°07′23″N 12°33′16″E / 47.123056°N 12.554444°E

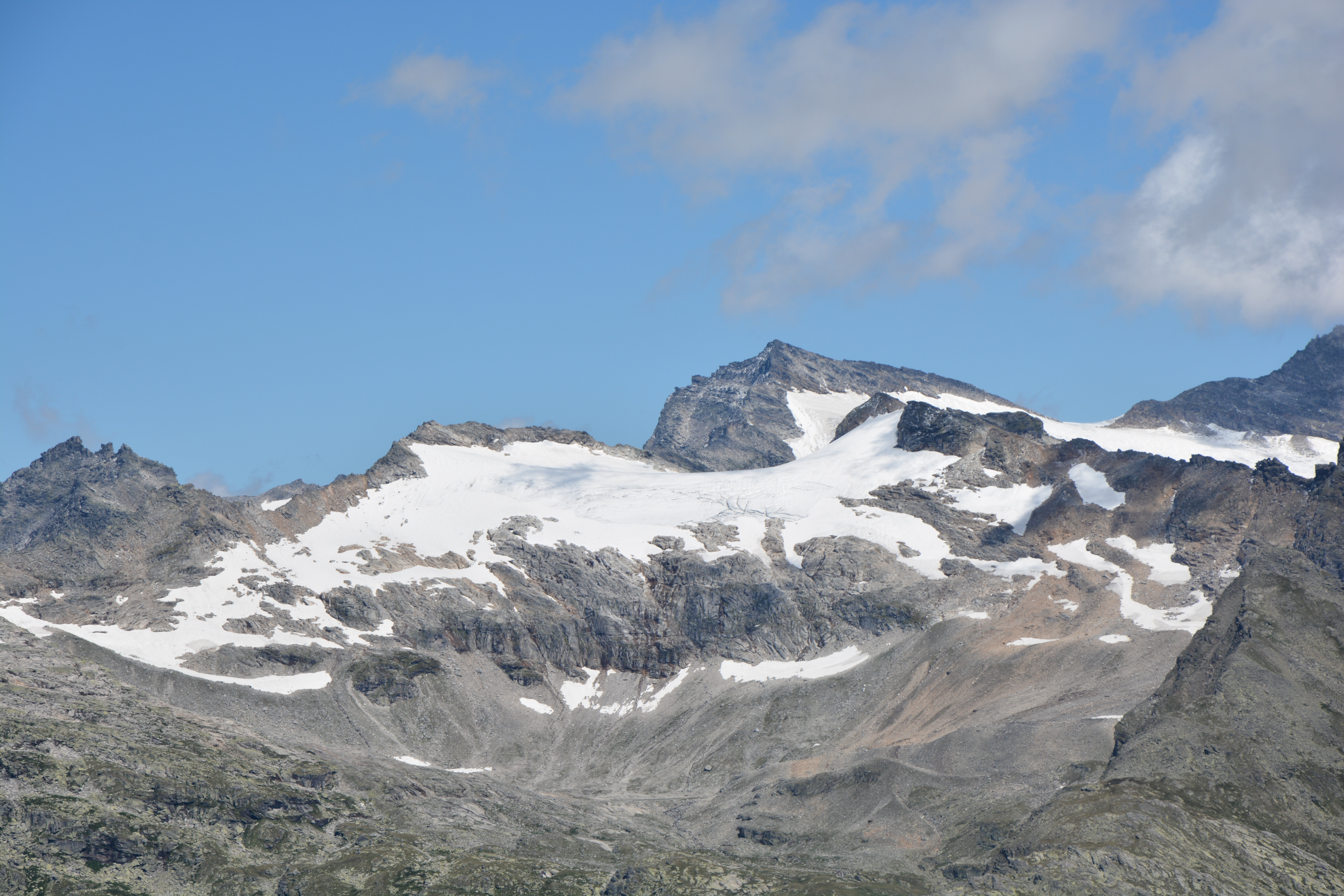

錫靈山（德語：Sillingkopf），是奧地利的山峰，位於該國西部，由蒂羅爾州負責管轄，屬於格拉納特山脈的一部分，距離大蘭德格山1.6公里，海拔高度2,858米，每年平均降雨量2,073毫米，人類在1926年7月19日首次登頂。